# 源是恒
源 是恒（みなもと の これつね）は、平安時代前期の賜姓皇族・貴族。光孝天皇の第八皇子。官位は従四位上・美濃権守。

## 経歴
当初是恒王を名乗るが、貞観12年（870年）父の時康親王の上表により、兄弟姉妹と共に源朝臣の姓を賜与され臣籍降下。その後、出家して空性と号する。元慶8年（884年）時康親王が即位（光孝天皇）すると、出家の身であったが他の兄弟と共に時服月俸に預かっている。
その後、還俗して寛平8年（896年）11月に再び源朝臣姓を与えられ、官位は従四位上・美濃権守に至る。
延喜7年（907年）7月28日卒去。

## 官歴など
注記のないものは『日本三代実録』による。
- 貞観12年（870年） 2月14日：臣籍降下（源朝臣）
- 時期不詳：出家（法名・空性）
- 元慶8年（884年） 6月2日：時服月俸給
- 寛平8年（896年） 11月：還俗[要出典]
- 時期不詳：従四位上。美濃権守[1]
- 延喜7年（907年） 7月28日：卒去[2]

## 系譜
- 父：光孝天皇
- 母：不詳
- 妻：不詳
- 養子
  - 男子：源衆望 - 嵯峨源氏源昇の子